# Энгелланд, Дерик
Дерик Энгелланд (род. 3 апреля 1982 года) — канадский профессиональный хоккеист, выступающий на позиции защитника. Ранее он выступал за команды «Питтсбург Пингвинз», «Калгари Флэймз» и «Вегас Голден Найтс».

## Игровая карьера

### Ранняя карьера
Энгелланд провёл пять сезонов в Западной хоккейной лиге (WHL) в составе «Мус-Джо Уорриорз». Он сыграл в двух матчах сезона 1998/99, а затем в следующих четырёх сезонах стал основным защитником команды. «Нью-Джерси Девилз» выбрали Энгелланда в шестом раунде, под общим 194-м номером на драфте 2000 года, но за команду так ни разу и не сыграл. В сезоне 2003/04 выступал за команды «Лас-Вегас Рэнглерс» из ECHL и «Лоуэлл Лок Монстерз» из АХЛ.

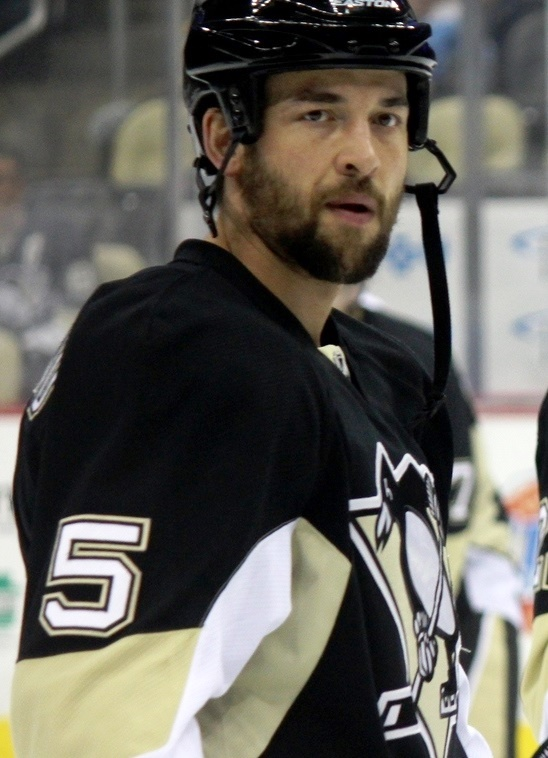
Дерик Энгелланд в составе «Питтсбург Пингвинз» в 2014 году

Вернувшись в Лас-Вегас, Энгелланд провёл весь сезон 2004/05 в ECHL, где забил 5 голов, отдал 16 передач и заработал 138 минут штрафа. Затем он провел следующие несколько сезонов между ECHL и AHL. Сезон 2005/06 был разделен между «Саут Каролина Стингрэйс» и «Херши Беарс», а в следующем году — между «Херши» и «Рединг Роялс». Его игра с «Херши» в плей-офф Кубка Колдера в 2007 году привлекла внимание «Питтсбург Пингвинз». Энгелланд присоединился к «Уилкс-Барре/Скрэнтон Пингвинз» в сезоне АХЛ 2007/08, где он сыграл все 80 матчей регулярного сезона, а затем добавил ещё 23 в плей-офф, когда команда вышла в финал Кубка Колдера.

### «Питтсбург Пингвинз»
Проведя более шести лет в низших лигах, 27-летний Энгелланд дебютировал в НХЛ 10 ноября 2009 года против «Бостон Брюинз». Он сыграл в общей сложности девять игр с «Питтсбургом» и записал на свой счет две передачи. С «Уилкс-Барре/Скрэнтон» он появился в 71 матче и набрал 11 очков. Сезон 2010/11 стал для игрока первым в карьере, который он полностью провёл в НХЛ. Энгелланд появился в 63 играх за «Пингвинз» и забил свой первый гол в НХЛ 12 ноября 2010 года против «Тампа-Бэй Лайтнинг». В течение сезона «Пингвины» подписали контракт с Энгелланд на три года.
В своём втором сезоне, Энгелланд появился в 73 играх за «Питтсбург» в которых набрал 17 (4+13) очков. Когда локаут задержал старт сезона 2012/13, Энгелланд подписал временный контракт с «Русенборгом» из норвежской GET-лиги. Он сыграл 15 игр за «Русенборг», где набрал 9 очков, прежде чем вернуться в «Питтсбург».
В своем четвёртом сезоне НХЛ Энгелланд забросил рекордные для себя 6 шайб.

### «Калгари Флэймз» и «Вегас Голден Найтс»
Энгелланд решил покинуть «Пингвинз» после сезона и подписал трехлетний контракт на общую сумму 8,7 млн долларов с «Калгари Флэймз». Контракт заключался на 2,9 миллиона долларов за сезон, что в пять раз превышало его предыдущую зарплату. Однако в начале 2017 года Энгелланд стал альтернативным капитаном «Флэймз» во время травмы Троя Брауэра.
На драфте расширения 2017 года Энгелланд был выбран новой командой НХЛ «Вегас Голден Найтс». Энгелланд сразу же подписал однолетнее соглашение с «рыцарями» на 1 миллион долларов. 15 января 2018 года «Голден Найтс» продлили контракт с Энгелландом на один год на 1,5 миллиона долларов. 23 апреля 2018 года Энгелланд был номинирован рыцарями на «Кинг Клэнси Трофи» как игрок, который лучше всего демонстрирует лидерские качества. На следующий день Энегелланд был также назван финалистом приза Марка Мессье, которую он выиграл 20 июня.
23 июля 2019 года «Золотые Рыцари» подписали контракт с Энгелландом на один сезон на сумму 700 000 долларов США.

## Личная жизнь
Энгелланд родился 3 апреля 1982 года в Эдмонтоне, Альберта. Его отец сварщик по профессии, и семья часто переезжала в начале своей жизни, так он жил в коммунах Эдмонтона Ледюк и Мейерторп прежде чем поселиться в Четвинде, Британская Колумбия. Свою жену Мелиссу встретил во время выступлений за «Лас-Вегас Рэнглерс», в Лас-Вегасе пара продолжает жить со своими сыновьями.

## Награды
| Награда           | Год  |  |
| ----------------- | ---- |  |
| АХЛ               |      |  |
| Кубок Колдера     | 2006 |  |
| НХЛ               |      |  |
| Приз Марка Мессье | 2018 |  |